# Tavolette Albertini
Le Tavolette Albertini (in francese Tablettes Albertini) sono una serie di 31 documenti legali scritti con inchiostro in corsivo latino su 45 tavolette di legno di cedro, ancora in perfette condizioni, nel corso degli anni 493–496. Furono scoperte nel 1928 in un deposito segreto nella tenuta di Jabal Mrata sita vicino all'odierno confine tra Algeria e Tunisia, appena a sud dell'antica Theveste e oltre la frontiera meridionale del Regno dei Vandali. Sono tutte datati negli anni del re vandalo Gutemondo (r. 484–496). Prendono il nome da Eugène Albertini, che ne curò la prima trascrizione. Le tavolette sono attualmente conservate presso il Museo Nazionale di Antichità e Arte Islamica ad Algeri in Algeria.
Il luogo in cui sono stati ritrovati i documenti è il pre-deserto sahariano al limite della zona coltivabile e dell'insediamento umano. Le tavolette mostrano che nel periodo vandalico si praticava nella zona l'arboricoltura (anche dell'olivo) e l'irrigazione avveniva con acque alluvionali, sfruttando anche acque di superficie o sotterranee. Oltre all'agricoltura, le tavolette rivelano le pratiche legali, sociali ed economiche all'interno e ai margini del Regno dei Vandali. Forniscono anche informazioni utili sulla grammatica e sulla fonetica del tardo latino.